# Чарлс Ричард Крејн
Чарлс Ричард Крејн (Чикаго, 7. август 1858 — Палм Спрингс, 15. фебруар 1939) био је амерички бизнисмен, дипломата и арабиста. Био је наследник  великог индустријског богатства и познавалац арапске културе. Његови широки пословни интереси омогућили су му улазак у домаће и међународне политичке послове где је уживао привилегован приступ многим утицајним људима на највишим нивоима власти. Крејново посебно поље интересовања била је источна Европа и Блиски исток.

## Биографија и дипломатска делатност
Крејн је био најстарији син пословног могула који је радио са водоинсталатерским деловима, произвођача из Чикага, Ричарда Т. Крејна.
Као младић, Крејн је много путовао са својим пријатељем Чарлсом Б. Коријем, водећим орнитологом којег је Крејн упознао током посете Бостону. Крејн и Кори су делили интересовање за бејзбол, а од 1888. до 1892. дуо је финансирао и играо у тиму града Хајанис у садашњој Бејзбол лиги Кејп Код. О трошку Корија и Крејна, разни познати професионални и аматерски играчи су доведени да играју у клубу. Када је Кори изгубио породично богатство 1906. године, Крејн је купио Коријеву огромну колекцију примерака птица и поклонио је Природњачком музеју у Чикагу уз услов да ће музеј запослити Корија као сталног кустоса колекције.
1900-их довео је Томаса Масарика, Максима Ковалевског и Павела Миљукова да предају на Универзитету у Чикагу. Након што је упознао Масарика, заинтересовао се за словенски национализам и спонзорисао слике „Словенска епопеја“ Алфонса Мухе. Када је Муха дизајнирао изглед новчаница чехословачке монете, користио је Крејнов портрет да представи Словена/Словенство на новчаници од 100 круна.
Председник Вилијам Хауард Тафт именовао је Крејна за министра у Кини 16. јула 1909. али је уочи његовог одласка на функцију 4. октобра 1909. опозван у Вашингтон и приморан да поднесе оставку под притиском америчког државног секретара. Филандер Ц. Нокс, који га је сматрао одговорним за објављивање  приговора америчкој владу на два недавна уговора између Јапана и Кине у чикашким новинама.
Крејн је дао велики допринос предизборној кампањи Вудроа Вилсона 1912. године. Вилсон је наградио Крејна именовањима у Специјалну дипломатску комисију за Русију 1917, познату као Рут комисија, као члан америчке секције Париске мировне конференције, и у Међусавезничку комисију за мандате у Турској 1919, која је постала позната као Кинг-Крејнова комисија. Док су комисију првобитно предложиле Сједињене Америчке Државе како би развиле међународни консензус о будућем саставу и статусу послератних земаља Блиског истока, комисија је убрзо постала напор који су спонзорисале само САД. Именовањем Крејна за ко-шефа комисије, кренуло се са издавањем извештаја којим ће обавестити креаторе америчке политике. У погледу стварања јеврејске државе на Блиском истоку, у извештају се упозорава „Не само ви као председник, већ и амерички народ у целини треба да схвати да ако америчка влада одлучи да подржи успостављање јеврејске државе у Палестини, они обавезују амерички народ на употребу силе у тој области, јер се само силом може успоставити или одржати јеврејска држава у Палестини“. Крејн се противио успостављању јеврејске државе на Блиском истоку. Био је страствени гласноговорник независности арапских држава.
Од маја и јуна 1918. помагао је Томасу Гаригу Масарику да се састане са председником Вилсоном ради преговора који могу бити подршка специјалним чехословачким легијама у Русији и оснивање нове независне чехословачке државе 
Крејна је председник Вилсон именовао за амбасадора Сједињених Америчких Држава у Кини и службовао је од 22. марта 1920. до 2. јула 1921. године.
Године 1925. Крејн је основао Институт за актуелне светске послове са седиштем у Њујорку. Институт је запошљавао теренске представнике у Мексику, Јерусалиму, а повремено и Москви. Ови представници су састављали редовне извештаје о дешавањима у својим регионима и делили своју стручност током обилазака великих америчких универзитета које је спонзорисала ИЦВА. Извештаји су такође стављени на располагање америчком Стејт департменту.
Године 1931. Крејн е помогао у финансирању првих истраживања нафте у Саудијској Арабији и Јемену. Његов рад је кључан за добијање америчке концесије за нафту у тим просторима.
Такође је био члан познатог клуба Џекил острва (познатог и као Клуб милионера) на острву Џекил, Џорџија.
Његов син, Ричард Телер Крејн II био је дипломата.

### Харвард/Данилов Звона
У јеку бољшевичке револуције у Русији, Крејн је био кључан у спасавању од уништења неких од најважнијих руских звона, са Даниловског манастира. Када су комунисти затворили манастир 1929. године, Данилова звона је спашена од комунистичког топљења Крејновом куповином звона. Највеће звоно, Бољшој (или Велико – на Харварду се зове Звоно Мајке Земље), тешко је 13 тона и има клопку од 700 фунти. Најмањи је тежак само 22 фунте. Крејн је поклонио звона Универзитету Харвард и постављена су у главни торањ харвардске куће Ловелл и у Бакер библиотеци Харвардске пословне школе, где су безбедно остала преко 70 година. Почев од 1980-их, са отвореношћу под Горбачовом, чули су се позиви да се звона врате, а након бројних састанака током година, звона су враћена Руској православној цркви и манастиру Данилов 2008.

### Оптужбе за антисемитизам
Према речима Ларсона, на вечери је амбасадор Дод чуо Крејна како изражава дивљење Хитлеру и сазнао да Крејн такође нема примедби на то како се нацисти понашају према немачким Јеврејима, рекавши Доду: „Пустите Хитлера да ради по своме“.
У својој биографији Крејна, Норман Е. Саул напомиње да је одржавао односе са истакнутим Јеврејима као што су Луис Брандеис и Лиллиан Волд и сугерише да његов „нејасан, али отворени“ антисемитизам није био неуобичајен међу англосаксонцима тог времена. Саул примећује да је његово дивљење Хитлеру оставило најштетније наслеђе његовој репутацији.

### Наслеђе
Дана 24. априла 2006. Крејнова уметничка колекција продата је у оквиру аукцијске куће Christie's.